# Johann Peter Metzger
Johann (Nepomuk) Peter Metzger von Alcantara (* 23. Februar 1723 in Salzburg; † 14. Dezember 1795 ebenda) war der vorletzte amtierende Bürgermeister der Stadt Salzburg vor dem endgültigen Übergang des Landes an das Kaisertum Österreich.  
Metzger wurde am 5. Dezember 1735 als Rudimentist an der Salzburger Universität immatrikuliert. Er war bürgerlicher Tuchhändler, wurde 1760 Stadtrat, 1764 Verwalter des Siechen- und Leprosenhauses in der Salzburger Vorstadt Mühlen, 1768 Stadtkämmerer, Rittmeister der Bürgergarde und Verwalter der städtischen Ziegelei. 1780 erwarb er das Haus Judengasse 14. 
Als Nachfolger von Sigmund Haffner d. Ä. und Ignatz Anton von Weiser übte er vom 9. September 1775 bis 1795 für 20 Jahre das Amt des Bürgermeisters der Stadt Salzburg aus und war zugleich der letzte amtierende Bürgermeister während des Aufenthaltes Leopold Mozarts in der Stadt. Im Gegensatz zu seinen beiden Vorgängern hatte er jedoch keine bedeutsame Bindung zur Familie Mozart. 